# Adam Burish

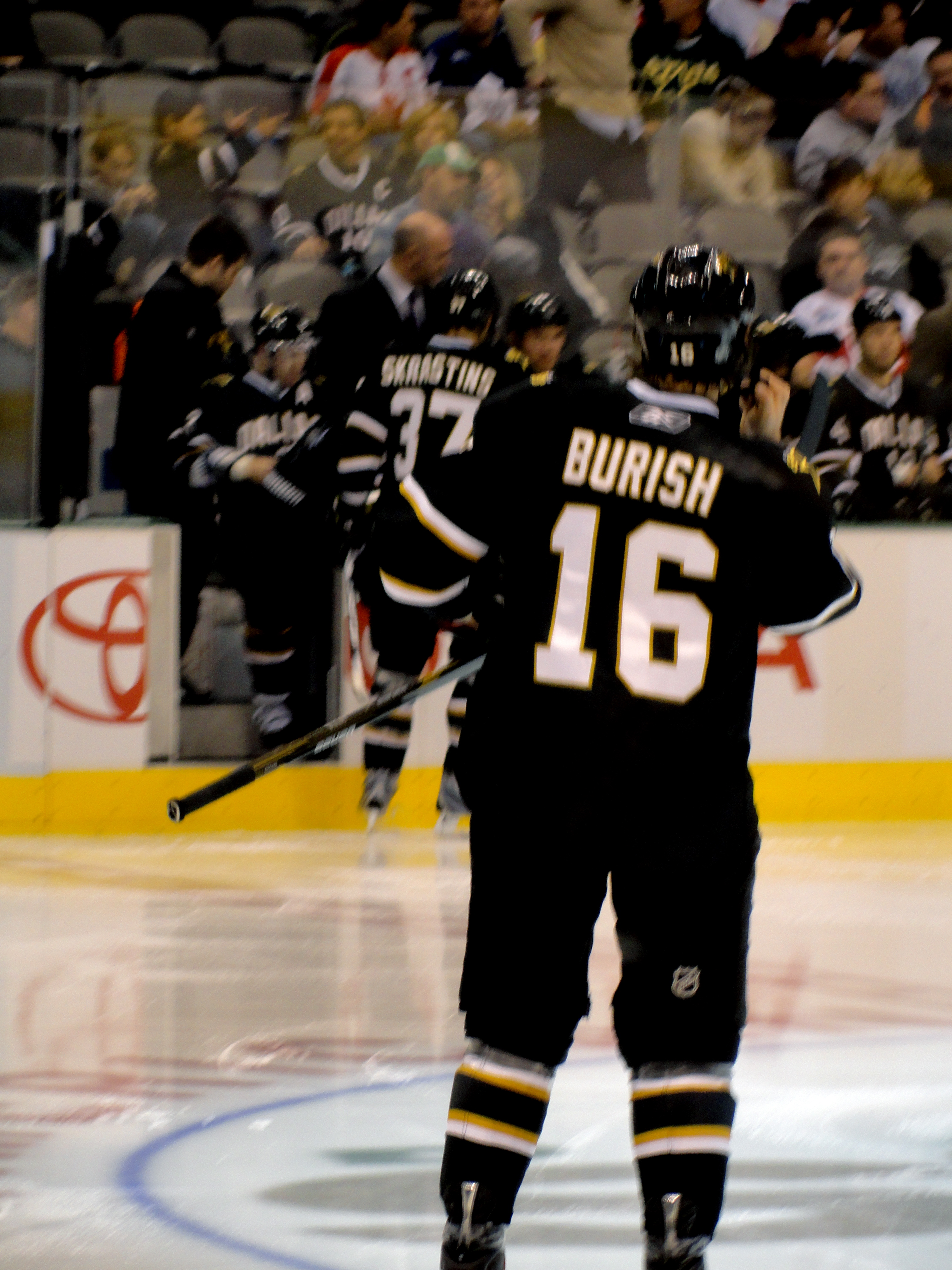
Adam Burish i Dallas Stars.

Adam Burish, född 6 januari 1983 i Madison, Wisconsin, är en amerikansk professionell ishockeyspelare som spelar för ishockeylaget San Jose Sharks i NHL. Han har tidigare spelat för Chicago Blackhawks och Dallas Stars.
2009–10 var han med och vann Stanley Cup med Chicago Blackhawks.

## Statistik

### Klubbkarriär
| 2001–02    | Green Bay Gamblers              | USHL       | 61  | 24 | 33 | 57 | 122 | 1  | 0 | 0 | 0 | 0  |
| 2002–03    | University of Wisconsin–Madison | NCAA       | 19  | 0  | 6  | 6  | 32  | —  | — | — | — | —  |
| 2003–04    | University of Wisconsin–Madison | NCAA       | 43  | 6  | 13 | 19 | 63  | —  | — | — | — | —  |
| 2004–05    | University of Wisconsin–Madison | NCAA       | 41  | 13 | 7  | 20 | 41  | —  | — | — | — | —  |
| 2005–06    | University of Wisconsin–Madison | NCAA       | 40  | 8  | 21 | 29 | 67  | —  | — | — | — | —  |
| 2006–07    | Norfolk Admirals                | AHL        | 64  | 11 | 10 | 21 | 146 | 6  | 1 | 1 | 2 | 4  |
| 2006–07    | Chicago Blackhawks              | NHL        | 9   | 0  | 0  | 0  | 2   | —  | — | — | — | —  |
| 2007–08    | Chicago Blackhawks              | NHL        | 81  | 4  | 4  | 8  | 214 | —  | — | — | — | —  |
| 2008–09    | Chicago Blackhawks              | NHL        | 66  | 6  | 3  | 9  | 93  | 17 | 3 | 2 | 5 | 30 |
| 2009–10    | Chicago Blackhawks              | NHL        | 13  | 1  | 3  | 4  | 14  | 15 | 0 | 0 | 0 | 2  |
| 2010–11    | Dallas Stars                    | NHL        | 63  | 8  | 6  | 14 | 91  | —  | — | — | — | —  |
| 2011–12    | Dallas Stars                    | NHL        | 65  | 6  | 13 | 19 | 76  | —  | — | — | — | —  |
| NHL totalt | NHL totalt                      | NHL totalt | 297 | 25 | 29 | 54 | 490 | 32 | 3 | 2 | 5 | 32 |

### Internationellt
| År     | Lag    | Turnering | Matcher | Mål | Assist | Poäng | Utv |
| ------ | ------ | --------- | ------- | --- | ------ | ----- | --- |
| 2008   | USA    | VM        | 7       | 0   | 3      | 3     | 27  |
| Totalt | Totalt | Totalt    | 7       | 0   | 3      | 3     | 27  |